# Próspera, arrepentida
Próspera, arrepentida es el trigesimocuarto capítulo de la segunda temporada de la serie de televisión argentina Mujeres asesinas. Este episodio se estrenó el día 28 de noviembre de 2006.
Este episodio fue protagonizado por Virginia Innocenti, en el papel de asesina. Coprotagonizado por Andrea Pietra y Juan Leyrado.

## Desarrollo

### Trama
Próspera (Virginia Innocenti) es una mujer humilde que está casada con Alberto Gómez (Juan Leyrado), un carnicero que le va muy bien; además ellos tienen tres hijos. Si bien es una familia que lucha el día a día por llevar el pan a casa, todos se llevan en perfecta armonía. La vecina de ellos, llamada María (Andrea Pietra), comparte una amistad con Próspera; Alberto además se lleva muy bien con el esposo de María. Pero un día la simpatía de Próspera hacia su amiga se termina; Próspera comienza a escuchar rumores de que su esposo la engaña con María. Desde entonces Próspera se empieza a imaginar cosas y a hacer un mundo de cualquier indicio de infidelidad. Alberto no sabe que hacer pero al final no le da demasiada importancia. Pronto Próspera enloquece cada vez más y empieza a tratar mal a María y a Alberto, hasta el punto que decide poner en su lugar a María. La visita y encuentra una de las herramientas de Alberto, y piensa que el hijo recién nacido de María es de Alberto, pronto empieza a gritar y a desvariar, María asustada coge a su hijo e intenta huir pero Próspera acaba asesinándola a puñaladas. Más tarde, Próspera se da cuenta de su error y se arrepiente de lo que ha hecho, pero ya es tarde. Ha arruinado la vida de su familia, la vida de la familia de María y la suya propia.

### Condena
Prospera confesó el asesinato de María y fue condenada a 7 años de prisión. Salió en libertad a los 4 años por buena conducta. Vive a escasos metros de su familia, en la casilla que Gómez construyó para ella en el fondo del terreno. No volvieron a vivir juntos.

## Elenco
- Virginia Innocenti
- Andrea Pietra
- Juan Leyrado